# SMART ICOCA
SMART ICOCA（スマート イコカ）は、西日本旅客鉄道（JR西日本）が発行しているサイバネ規格の乗車カード「ICOCA」の一種で、クレジットカードと紐付けることでサービスを拡充させた記名式ICカードである。

## 概要
2006年（平成18年）2月1日から発行された。これ以前より発行されているICOCAが持つ機能に加え、クレジット決済によりキャッシュレスでカードにチャージ（入金）ができる「クイックチャージ」サービス（後述）が利用可能な他、JR西日本のポイント制度である「J-WESTポイント」が付与されるなどの差別化が図られている。VIEW Suicaカード・JQ SUGOCAなどと異なり、ICOCA機能を同梱したクレジットカードではなく、SMART ICOCA にはICOCA電子マネー（プリペイド型電子マネー）として以外の決済手段を持たない。子供用のSMART ICOCAはなく、種類は1種類のみである。
当初、SMART ICOCAの利用はJR西日本のハウスカードであるJ-WESTカードの会員に限られ、決済用クレジットカードもJ-WESTカードのみであったが、2008年7月1日からはJ-WESTカード以外の多くのクレジットカードに対応するようになり、使用者がJ-WESTカード会員である必要はなくなった。
カードの図柄は通常のICOCAとは異なり、「カモノハシのイコちゃん」が大きくデザインされている。
2007年秋のキャッチフレーズは「バトンタッチしてICOCA（いこか）」（ICOCA定期券からSMART ICOCA定期券への切り替え促進）。

### 発売終了
2024年9月19日、JR西日本はSMART ICOCAの新規発行を同年12月12日受付分（郵送申し込みの場合は同日到着分）をもって終了することを明らかにした。既存会員向けのサービスは当面継続して提供されるが、これらも一部（クイックチャージなど）については2026年度中をもって終了する計画であることを明らかにされている。スマートフォンを用いたICOCAサービスであるモバイルICOCAの利用が拡大し、SMART ICOCAの独自機能が補完できることを理由に挙げている。

### 歴史
- 2006年2月1日 発行開始
- 2008年3月18日 イオンクレジットサービス発行のイオンカード会員に対応
- 2008年7月1日 J-WESTカード以外の9種類のクレジットカードに対応開始。
- 2024年12月12日 この日限りで新規申込の受付を終了[1]。

## 購入方法
購入には対応するクレジットカード（J-WESTカード、JCBカード、VISAカード、MasterCard、ダイナースクラブ、アメリカン・エキスプレス、UFJカード（2012年7月16日以降順次MUFGカードに統合）MUFGカード、UCカード、DCカード。デビットカード不可）の所持が必要となる。みどりの窓口等では販売しておらず、以下のいずれかの方法で購入を申し込むことになる。いずれの場合も、申し込み時に2,000円（チャージ1,500円+デポジット（預り金）500円）がクレジットカードにより決済される。同一人が2枚以上のSMART ICOCAを持つことはできない。
郵送申し込み
JR西日本のICOCAエリアの主な駅に備え付けの「SMART ICOCA入会申込書」、もしくはJR西日本のインターネットサービス「JRおでかけネット」で請求（請求時に「J-WESTネット」への会員登録が必要）した「SMART ICOCA入会申込書」に必要事項を記入し、郵送で申し込む。
J-WESTカードを新規申し込みする場合は、主な駅などに備え付けの「J-WESTカード入会申込書」の「SMART ICOCAの申し込み」欄にチェックを入れる。
オンライン申し込み
手持ちのクレジットカードと紐付ける場合は、「JRおでかけネット」からオンラインにより申し込む（申込時に「J-WESTネット」への会員登録と、手続き時に運転免許証の写しのアップロードが必要）。
J-WESTカードを新規申し込みする場合には「J-WESTカードオンライン入会サービス」で同時発行することも可能。
カウンターでの申し込み (※2021年3月31日で終了)
手持ちのクレジットカードと紐付ける場合は、大阪駅中央口にある「Club J-WESTサービスコーナー」に決済用クレジットカードと（運転免許証などの）本人確認書類を持参して申し込む。審査が通り次第、その場で発行が受けられる。
J-WESTカードを新規申し込みする場合は、決済用クレジットカードを持参する代わりに本人名義の金融機関口座名・口座番号を記入し、金融機関口座への届け印を持参する必要がある。SMART ICOCAのみ先に発行され、J-WESTカードは後日郵送される。なお、20歳未満の場合はカウンターでのJ-WESTカードとの同時発行は受け付けていない。
なお、定期券を追加購入した場合に“SMART ICOCA定期券”という名称で扱われるが、手持ちのSMART ICOCAの表面に購入した定期の内容が設定されるだけであり、異なった種類のカードに交換されるわけではない。
Club J-WESTサービスコーナーは2021年3月31日をもって営業を終了し、2021年11月現在、跡地は空きテナントとなっている。
その他
また、2011年6月1日より京阪電気鉄道（京阪）において、また2012年12月1日より近畿日本鉄道（近鉄）においてICOCAとICOCA定期券の発売を開始したが、京阪と近鉄ではSMART ICOCA定期券の発売は行っていない。2016年2月下旬からICOCA定期券を発売したあいの風とやま鉄道でもSMART ICOCA定期券の発売は行っていない。
2018年3月31日までは、SMART ICOCAを新規購入すると「ICOCA残額払いもどし券」が交付されるサービスがあった（既に交付されているものは利用可能）。通常のICOCAに新規購入したSMART ICOCAと払いもどし券を添えて窓口に申し出ると、1枚に限り手数料無料で払い戻すことができる（定期券の払い戻しが伴う場合を除く）。

## 利用方法
前述の通り、ICカードとしての機能そのものは通常のICOCAと同じである（クレジット機能等は付与されていない）ため、利用方法はICOCAに順じており、読み取り装置にタッチするだけで乗降が可能。また、ICOCA電子マネーも同様の使い方になる。

### チャージ方法

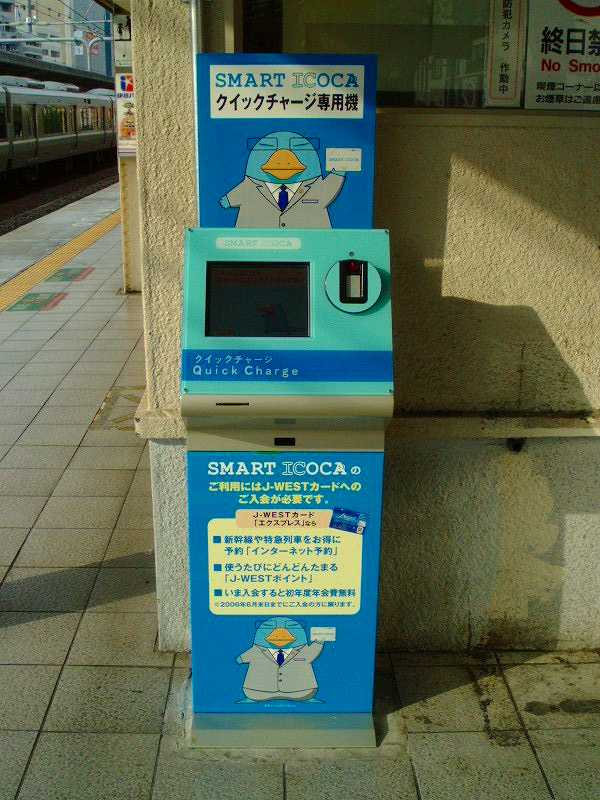
クイックチャージ専用機
（京阪神エリア）
サービス開始初期のものであり、スーツ姿のイコちゃんが描かれている。

SMART ICOCAは「現金」のほか、クレジット決済による「クイックチャージ」、J-WESTポイントからの移行である「ポイントチャージ」のJRの駅では3通りでチャージを行うことが出来る。他の鉄道会社でポイントサービスの利用登録をしている場合は他の鉄道会社でポイントチャージが出来る。（阪急電車ポイント還元サービスなど）
現金チャージ
現金でのチャージ方法は通常のICOCAと同様。ただし、現金チャージを行う端末がクイックチャージに対応している場合はクイックチャージでの取扱いが優先される。
タッチパネル式の自動券売機で現金チャージを行う場合は、カードを挿入して表示される画面で「現金チャージ」を選択する。
クイックチャージ

JR西日本の各駅にあるICOCA対応の自動券売機、のりこし精算機ならびに専用チャージ機での操作により、3,000円・5,000円・10,000円（3種類）の単位でクレジットカード決済によりチャージが行われる（京阪神地区の古い機種では一部クイックチャージに対応していない機種がある）。紐付けされたクレジットカードを用意する必要は無く、暗証番号等の入力も不要。JR四国・あいの風とやま鉄道でもクイックチャージできるが、両社では自動券売機でのチャージができないため、専用チャージ機のみでの取り扱いとなる。クイックチャージの限度額は1日20,000円、1カ月40,000円となっている。
一部のカード発行会社（三井住友カード、JCB、三菱UFJニコスなど）は、クイックチャージ分によるクレジットカードの利用ポイント加算を取り止めている。
なお、VIEW SuicaカードやSUGOCAで行っているオートチャージ（自動改札機にタッチした際に残額が一定以下の場合に自動的にチャージする）サービスはSMART ICOCAでは実施されておらず、必ず端末でのチャージ操作が必要になる。また、コンビニエンスストア店頭等でのクイックチャージには対応していない（現金チャージのみ対応）。
ポイントチャージ
上述のクイックチャージ操作の際、SMART ICOCAに貯まったJ-WESTポイント（後述）をチャージに交換できる。「1ポイント=1円」換算で、3,000円・5,000円単位でのチャージが可能。
また、「JRおでかけネット」からJ-WESTポイントの照会を行った際に、チャージに交換することもできる。Webでのポイントチャージに限り、1,000円単位でのチャージも可能。
タッチパネル式の自動券売機でクイックチャージ・ポイントチャージを行う場合は、カードを挿入して表示される画面で「クイックチャージ ポイントチャージ」を選択する。

### 独自サービス
上述のチャージ方法の他、SMART ICOCA独自のサービスがある。
インターネットサービス
インターネットを通じて携帯電話・スマートフォン・パソコンでSMART ICOCAの利用履歴を確認することができる。
SMART ICOCAを購入すると、インターネットサービスの利用に必要なJ-WEST IDが自動で発行されるが、J-WEST IDの代わりにSMART ICOCAの番号（JWで始まる17桁の英数字）でログインすることも可能である。
紛失時の再発行
SMART ICOCAを紛失した場合、専用ダイヤルに電話することで再発行が受けられる他、使用停止時点でのチャージ金額の補償を受けられる（ICOCA定期券とほぼ同様）。